# Piotr Konderla
Piotr Józef Konderla (ur. 3 stycznia 1943 w Skoczowie, zm. 18 czerwca 2025) – polski profesor nauk technicznych w zakresie budownictwa, mechaniki konstrukcji i materiałów, nauczyciel akademicki

## Życiorys
Piotr Konderla zdał maturę w 1963 w Technikum Budowlanym w Cieszynie, a rok później podjął studia na Wydziale Budownictwa Lądowego Politechniki Wrocławskiej. Ukończył je w 1969 z wyróżnieniem na specjalności teoria konstrukcji na podstawie praca dyplomowej Wpływ odkształcalności osiowej na drgania ram (promotor: prof. Jan Langer). Po studiach został zatrudniony jako asystent stażysta na macierzystej uczelni w Instytucie Inżynierii Lądowej. W 1973 otrzymał stopień doktora nauk technicznych po obronie dysertacji Statyka powłoki o kształcie hiperboloidy jednopowłokowej przy uwzględnieniu nieliniowości geometrycznej (promotor: prof. Otton Dąbrowski. W 1986 na podstawie rozprawy Mechanika ciała odkształcalnego o narastającej masie oraz zdanego kolokwium Rada Wydziału Budownictwa Lądowego Politechniki Wrocławskiej nadała mu stopień doktora habilitowanegonauk technicznych w zakresie budownictwa, mechaniki budowli i wytrzymałości materiałów. Za pracę tę otrzymał indywidualną nagrodę Ministra Edukacji Narodowej. Od 1994 był kierownikiem Zakładu Wytrzymałości Materiałów Instytutu Inżynierii Lądowej. W latach 2010-2013 był przewodniczącym Komisji Uprawnień Akademickich Rady Głównej Szkolnictwa Wyższego. Wypromował 4 doktorów, był recenzentem w 6 przewodach doktorskich, w 1 przewodzie habilitacyjnym. Był stałym recenzentem ogólnokrajowych czasopism naukowych.
Pozostawił żonę Halinę i syna Michała.

## Działalność naukowa
Piotr Konderla zajmował się mechaniką teoretyczną, mechaniką budowli oraz teorią i zastosowaniem metod numerycznych w mechanice. W pierwszym okresie pracy przedmiotem jego zainteresowania była teoria powłok cienkich. Oryginalnym osiągnięciem było sformułowanie algorytmów MES analizy powłok w zakresie nieliniowo-geometrycznym. Opublikowane na początku lat 70. należały do nielicznych polskich prac dotyczących nieliniowego modelowania powłok w ujęciu MES. Rozwinięcie tych badań stanowiły prace związane z analizą dynamiczną powłok. Analizował mi.in. powłoki obrotowe jako ciała lepkosprężyste poddane periodycznemu wymuszeniu brzegu powłoki określając wpływ częstotliwości wymuszenia na reakcję na brzegu powłoki. Kolejnym kierunkiem badań było modelowanie konstrukcji inżynierskich, głównie powłokowych, a zwłaszcza hiperboloidalna chłodnia kominowa. Inspiracją do tych badań były najczęściej współpraca z przemysłem. Proces wznoszenia tego typu budowli był analizowany w pracy habilitacyjnej jako przykład zastosowania teorii ciała o narastającej masie.
Prof. Piotr Konderla jest autorem szeregu prac teoretycznych oraz zastosowań metod komputerowych w analizie konstrukcji inżynierskich takich jak MES, MRS i MEB. W ostatnich latach prowadził badania naukowe nad zastosowaniem sztucznych sieci neuronowych w systemach eksperckich. Opracował wiele użytkowych programów komputerowych.
Pełnił szereg funkcji organizacyjnych na uczelni, w towarzystwach naukowych oraz w organizacjach zawodowych. Był członkiem Senatu Politechniki Wrocławskiej i zastępcą dyrektora Instytutu Inżynierii Lądowej Politechniki Wrocławskiej. Przez wiele lat był współredaktorem czasopisma „Studia Geotechnica et Mechanica”, członkiem Sekcji Komitetu Inżynierii Lądowej PAN oraz przewodniczącym Oddziału Wrocławskiego PTMTS. Był też członkiem Sekcji Budownictwa i Materiałów Budowlanych KBN.
Profesor prowadził zajęcia dydaktyczne wszystkich typów z przedmiotów związanych z mechaniką budowli, zaś dla pracowników uczelni – szereg kursów szkoleniowych dotyczących modeli materiału i konstrukcji dźwigarów powierzchniowych oraz metod elementów skończonych.
W 1975 przebywał przez miesiąc na Uniwersytecie w Liverpoolu. W latach 1988–1990 zajmował się badaniami materiałów kompozytowych wspólnie z pracownikami Université de Sherbrooke – w ramach współpracy w 1990 przebywał tam przez 6 tygodni, uczestnicząc między innymi w unikatowych badaniach laboratoryjnych kompozytów włóknistych. Poza kontaktami z ośrodkami uniwersyteckimi uczestniczył w pracach naukowo-badawczych zleconych przez firmy zagraniczne.
W latach 1986–1995 zajmował się modelowaniem zagadnień kontaktowych dla Dichtungstechnik G.Bruss & Co i KG Hoisdorf/Hamburg. Wynikiem współpracy jest szereg wspólnych publikacji. W latach 1996–1998 współpracował z Ośrodkiem Naukowo-Badawczym firmy MBT w Zurychu. Przedmiotem badań były kompozyty na bazie matrycy cementowej. Z jego inicjatywy oraz pod jego kierunkiem opracowano system ekspercki pozwalający na optymalny dobór składników kompozytu dla uzyskania określonych właściwości materiału.

## Publikacje
Piotr Konderla opublikował ponad 90 prac naukowych w czasopismach i materiałach konferencyjnych, 3 książki naukowe, 1 podręcznik akademicki, a ponadto napisał około 60 prac niepublikowanych.
Swoje prace prezentował na licznych konferencjach zagranicznych i krajowych. Wielokrotnie był współorganizatorem konferencji o zasięgu krajowym, m.in. konferencji naukowych „Metody komputerowe w mechanice konstrukcji”, sympozjonów poświęconych reologii, konferencji naukowych KILiW i KN PZITB w Krynicy. Jako przewodniczący Oddziału Wrocławskiego Polskiego Towarzystwa Mechaniki Teoretycznej i Stosowanej był głównym organizatorem sympozjonu na temat: Kompozyty i konstrukcje warstwowe organizowanego przez PTMTS.

## Odznaczenia i nagrody
- Złoty Krzyż Zasługi
- Złota Odznaka Politechniki Wrocławskiej
- Złota Odznaka PZITB
- 2 nagrody Ministra Edukacji Narodowej
- Nagroda im. prof. Stefana Bryły (1989)[9]

## Linka zewnętrzny
- Biografia prof. Piotra Konderli w „Pryzmat”